# 普耶莱科托
普耶莱科托（法語：Pouillé-les-Côteaux，法語發音：[puje le koto] ⓘ）是法国大西洋卢瓦尔省的一个市镇，位于该省东部，属于沙托布里扬-昂斯尼区。

## 地理
普耶莱科托（47°27'19"N, 1°9'44"W）面积11.72 平方千米，位于法国卢瓦尔河地区大区大西洋卢瓦尔省，该省份为法国西北部沿海省份，位于布列塔尼半岛东南部，北起伊勒-维莱讷省，西北接莫尔比昂省，西临大西洋，南至旺代省，东临曼恩-卢瓦尔省。
与普耶莱科托接壤的市镇（或旧市镇、城区）包括：帕讷塞、梅桑热、拉罗什布朗什、瓦隆德莱德尔。
普耶莱科托的时区为UTC+01:00、UTC+02:00（夏令时）。

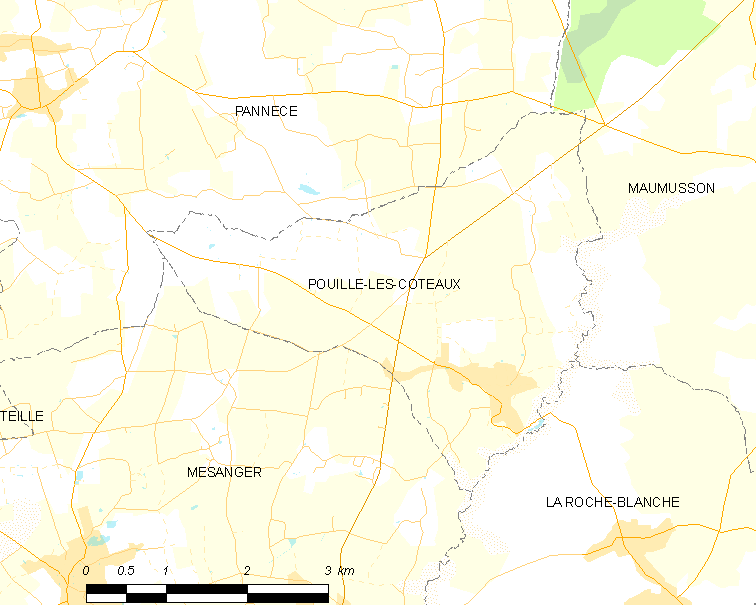
普耶莱科托的OSM定位图

## 行政
普耶莱科托的邮政编码为44522，INSEE市镇编码为44134。

## 政治
普耶莱科托所属的省级选区为昂斯尼-圣热雷翁县。

## 人口

1962-2008年间普耶莱科托人口变化图示

普耶莱科托于2022年1月1日时的人口数量为1050人。